# قشلاق مفت‌آباد
قشلاق مفت‌آباد روستایی در دهستان الویر بخش خرقان شهرستان زرندیه استان مرکزی ایران است.

## جمعیت
بر پایه سرشماری عمومی نفوس و مسکن در سال ۱۳۹۵ جمعیت این روستا ۵۳ نفر (۱۵خانوار) بوده‌است.